# Bogdanci
Bogdanci (makedonsky Богданци) je malé město v Severní Makedonii v pohraničí s Řeckem. Je součástí stejnojmenné občiny Bogdanci.

## Lokace
Bogdanci se nachází na území Gevgelian ravine v jihovýchodní části Severní Makedonie. Část tohoto území se nachází i v Řecku. Region se nachází na dolním toku řeky Vardar. Na západě se nachází hora Kozhuf, pár kopců je i na severní straně a na východní straně jsou pohoří Belasica a Kara Balija, které jsou přesně na hranicích s Řeckem. Toto umístění má výhodu z hlediska prostoru a dopravy. Bogdanci je v nadmořské výšce 80-90 metrů. 9 kilometrů od města se nachází hlavní tah E-75. Město je vzdáleno od centra Gevgeliji 7 km, od hranic s Řeckem 5 km. Necelých 20 km od města se nachází jezero Dojran. Město je silničně přímo spojeno s městy Gevgelija, Stojakovo a Gjavoto. 

## Demografie
V městě Bogdanci žije celkem 6 011 obyvatel.
| Národnost | Počet | %       |
| --------- | ----- | ------- |
| Makedonci | 5 761 | 95,84 % |
| Srbové    | 176   | 2,92 %  |
| Ostatní   | 74    | 1,23 %  |
| Celkem    | 6 011 |         |

## Geografické informace

### Klima
Ve městě je převážně středomořské klima ovlivněno řekou Vardar, která se vlévá do Egejského moře. Středomořské podnebí se projevuje především v létě, v zimě se ochlazuje. Prší zde velmi málo, v zimě téměř nesněží. Často se vyskytuje vichřice. 

### Teplota
Vysoké teploty zde opět ovlivňuje blízkost řeky Vardar. Průměrná roční teplota se pohybuje okolo 14,5 °C. Během léta se zde setkáme s velmi vysokými tropickými teplotami, v zimě naopak s extrémně silnými mrazy.  

### Déšť
Roční úhrn srážek je relativně malý, pohybuje se okolo 600–750 mm. Důvodem je opět lokalita města, vzdálenost od moře a silné větry, které srážky odsunou do jiných částí země. Převažuje zde často jasná bezoblačná obloha. Jako měsíce deště jsou zde označovány listopad a prosinec. Během léta (června, července, srpna a září) neprší vůbec. V oblasti města se nevyskytuje vzhledem k nedostatku přeháněk zemědělství. Sněží zde velmi zřídka, sněžení se vyskytuje ještě méně než déšť. Sníh nevydržel nikdy déle než 9 dní. Během roku bývá přibližně asi 55 mrazivých dní. Mráz má spolu s nedostatkem deště rovněž negativní vliv na vegetaci. 

### Povětrnostní situace
Větry jsou v oblasti města nejčastějším jevem. Setkat se s nimi můžeme po celý rok. Během léta jsou výhodné pro vegetaci, jelikož ochlazují zvířata před nepříznivými horky. Díky tomu po většinu roku svítí ve městě stále slunce. Neustálé větry v Bogdanci se nazývají Vardarec, jelikož se tvoří převážně v údolí řeky Vardar. Průměrná síla větru je 7,2 m/s. Během léta příjemně osvěžují v horkých teplotách, během zimy však přináší prudké ochlazení. Časté jsou zde také východní větry, které dosahují rychlosti 12,5 m/s. Nejčastější jsou však severozápadní větry tvoření v údolí řeky. Díky nim je většina dnů jasných a slunce zde svítí průměrně 2 540 hodin ročně. 

## Sporty
- FK Vardarski – fotbalový klub, soutěží v lize OFS Gevgelija
- RK Mladost Bogdanci – házenkářský klub, soutěží v první makedonské lize EFT